# Schweizerische Heraldische Gesellschaft

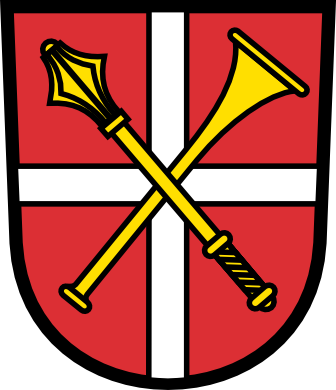
Wappen der Schweizerischen Heraldischen Gesellschaft

Die Schweizerische Heraldische Gesellschaft (SHG) wurde 1891 von einer Gruppe von Heraldikern in Neuchâtel gegründet, wo bis heute ihr statutarischer Sitz ist. Bereits 5 Jahre vor der Gründung wurde das erste Exemplar der "Archives Héraldiques Suisses" herausgegeben. Die SHG zählte Ende 2020 340 Mitglieder.
Die SHG ist Mitglied der Schweizerischen Akademie der Geistes- und Sozialwissenschaften (SAGW) sowie der Confédération Internationale de Généalogie et d’Héraldique (CIGH), einige Mitglieder gehören der Académie Internationale d’Héraldique (AIH) an. Viele heraldische und genealogische Vereine sind Mitglied bei der SHG, so die Genealogisch-Heraldische Gesellschaft Zürich oder die Gilde der Zürcher Heraldiker. Auch einige der verbleibenden Familien des ehemaligen Schweizer Adels sind als Körperschaft oder als Einzelpersonen als Mitglieder vertreten.
Zweck der Gesellschaft ist bis heute die Pflege und das Studium der Wappenkunde, der Wappenkunst und des Wappenrechts sowie der zugewandten historischen Hilfswissenschaften. Die jährlich erscheinende Publikation Archivum Heraldicum bietet aktiven Heraldikern eine Plattform für ihre Arbeit. Der Fokus liegt dabei vor allem auf der Heraldik der Schweiz und deren geschichtlichen Vorfahren. An der jährlichen stattfindenden Versammlung treffen sich zudem die Mitglieder und besuchen eine heraldisch interessante Stätte.
Einige berühmte Mitglieder der SHG waren Paul Ganz, Donald Galbreath, Léon Jéquier, Olivier Clottu, Albert und Berta Bruckner, Louis Mühlemann, Mgr. Bruno B. Heim.